# 小津産業
小津産業株式会社（おづさんぎょう、英: OZU CORPORATION）は、東京都中央区に本社を置き、電子工学分野や医療分野で使用される紙や不織布などの加工、販売を行う企業である。小津グループの中核企業。東京証券取引所スタンダード市場上場。

## 概要
紙や不織布の製造販売以外にも医療器具の製造販売も行っている。

## 沿革
- 1653年 - 創業。伊勢出身の小津清左衛門長弘による。この創業地（当時の江戸の大伝馬町）が2010年現在の本社所在地である。
- 1939年 - 小津商事株式会社を設立。
- 1944年 - 現社名に変更。
- 1996年 - 株式を店頭公開。
- 2001年 - 東京証券取引所2部に上場。
- 2009年12月1日 - 和紙事業を小津商店に譲渡[3]。
- 2014年7月31日 - 東京証券取引所1部に指定替え。
- 2023年10月20日 - 東京証券取引所スタンダード市場へ市場変更。

## 関係会社

### 連結子会社
- オヅテクノ株式会社 - 不織布製品を生産。
- アズフィット株式会社 - 家庭紙・日用雑貨事業を子会社化した紙叶と統合し2007年発足。家庭用および業務用の紙の卸売りを主業務とする。
- 株式会社ディプロ - ウェットティシュ等の製造および販売。2013年5月子会社化。
- 小津（上海）貿易有限公司
- エンビロテックジャパン株式会社
- 日本プラントシーダー株式会社 - シーダー(seeder)農法のための用品を販売する。シーダー農法とは、種を「シーダーテープ」というテープに織り込み、これを「テープシーダー」という機械で畑に植え込む農法である。

### 持分法適用関連会社
- 株式会社小津商店 - 小津産業の親会社であり、非上場。「小津和紙」として和紙の販売を行う。

### その他関係会社
- 株式会社旭小津 - 旭化成株式会社との合弁。